# Castelsantangelo sul Nera
Castelsantangelo sul Nera – miejscowość i gmina we Włoszech, w regionie Marche, w prowincji Macerata.
Według danych na rok 2004 gminę zamieszkuje 368 osób, 5,3 os./km².